# Heraclia melanchiton
Heraclia melanchiton är en fjärilsart som beskrevs av Paul Mabille 1891. Heraclia melanchiton ingår i släktet Heraclia och familjen nattflyn. Inga underarter finns listade i Catalogue of Life.